# 2016 na ciência

## Eventos
- 01 fev — OMS declara emergência internacional por microcefalia ligada ao vírus da zika.[1]
- 24 fev — A revista Nature publica a descoberta a origem das ondas de rádio misteriosas no espaço.[2]
- 01 mar — É publicada a descoberta do gene que faz os cabelos brancos.[3]
- 31 mar — A National Geographic publica a descoberta, na ilha de Newfoundland, do segundo local povoado por Viquingues no continente americano.[4]
- 02 mai — É anunciada a descoberta de três novos planetas com potencial para serem habitáveis dentro da Via Láctea.[5]
- 26 jul  — É anunciada a descoberta de uma nova espécie de baleia no Alasca.[6]
- 28 jul  — É descoberta, na Bolívia, a maior pegada de dinossauro carnívoro.[7]
- 23 ago — Investigadores da Universidade Carnegie Mellon criaram uma pequena pilha comestível a partir de melanina.[8]
- 25 ago — Anunciada a descoberta de uma “galáxia fantasma” com 99,99% de matéria negra.[9]
- 01 set — Estudo revela que vida na Terra existe há mais tempo do que se pensava.[10]
- 01 set — Novo medicamento (Aducanumab[11]) oferece esperança no tratamento do Alzheimer.[12]
- 8 set — NASA lança OSIRIS-REx, a sonda enviada para colher amostras do asteróide 101955 Bennu.[13]
- 12 set — Comissão Europeia aprova medicamento inovador para o tratamento do cancro do pulmão.[14]

## Mortes
| Data          | Nome                     | Profissão  | Nacionalidade                      | Observações | Ref                                              |
| ------------- | ------------------------ | ---------- | ---------------------------------- | --- | ------------------------------------------------ |
| 10 de janeiro | Abbas Bahri              | matemático | Império colonial francês (Tunísia) | n. 1955 Prémio Fermat 1989 | [ 15 ]                                           |
| 13 de junho   | Gerald Joseph Wasserburg | geoquímico | Estados Unidos                     | n. 1927 Medalha Arthur L. Day 1970 Medalha NASA por Serviço Público de Destaque 1972 e 1978 Medalha Leonard 1975 Prémio V. M. Goldschmidt 1978 Medalha Wollaston 1985 Prémio Crafoord 1986 Medalha de Ouro da RAS 1991 Medalha William Bowie 2008 | [ 16 ] [ 17 ] [ 18 ] [ 19 ] [ 20 ] [ 21 ] [ 22 ] |